# Castanoclobos julaceus
Castanoclobos julaceus là một loài rêu tản trong họ Trichocoleaceae. Loài này được (Hatcher ex J.J. Engel) J.J. Engel & Glenny mô tả khoa học lần đầu tiên năm 2007.